# Zapfenstreich am Rhein
Zapfenstreich am Rhein ist ein deutscher Operettenfilm von Jaap Speyer aus dem Jahr 1930.

## Handlung
Oberleutnant Oskar von Rastenfeld ist wegen einer Liebesbeziehung mit der Operettensängerin Daisy in eine Garnison im Rheinland strafversetzt worden. Dort will ihn die Frau Oberst, die gern Ehen stiftet, unter die Haube bringen, und es findet auch die Verlobung Rastenfelds mit Dina Kemp, der Tochter eines wohlhabenden Weinhändlers, statt. Dina liebt jedoch den Kapellmeister Max Hoffmann, während der Oberleutnant immer noch mit Sehnsucht an Daisy denkt, deren Musik ihm das Grammophon täglich vorspielt.
Unverhofft kommt Daisy nachgereist; sie findet den Geliebten bei einer Felddienstübung einquartiert bei den Kemps. Max Hoffmann, mit dem zusammen sie einmal an einem Theater engagiert war, erzählt ihr, was sich ereignet hat. Daisy beschließt zu handeln. Es gelingt ihr, eine Einladung zu dem Fest bei Kemps zu bekommen. Dort verdreht sie sowohl dem Weinhändler als auch dem Onkel des Oberleutnants, dem General von Rastenfeld, gründlich den Kopf. Am nächsten Tag glückt das so klug ausgedachte Spiel. Sie zwingt den General dadurch, dass sie ihn in eine verfängliche Situation bringt, zu der sie glücklicherweise alle Beteiligten rechtzeitig herbeigeholt hat, sein Jawort zu geben.
Der große Zapfenstreich ist gleichzeitig das Verlobungskonzert für zwei glückliche Paare: Daisy und Rastenfeld sowie Dina und Hoffmann.

## Produktion
Zapfenstreich am Rhein ist ein Schwarzweißfilm, der am 1. Dezember 1930 im Berliner Titania-Palast Premiere hatte.